# Şerafeddin Sabuncuoğlu
Şerafeddin Sabuncuoğlu ou Serafeddin Sabuncuglou (en turc ottoman: شرف الدّین صابونجی اوغلی) est un médecin et chirurgien ottoman du XVe siècle, notamment connu pour son encyclopédie chirurgicale La Chirurgie impériale,.

## Biographie
Serafeddin Sabuncuglou naît en 1385 dans l'Empire ottoman et grandit dans la ville d'Amasya, ville qui était alors un nœud commercial important de l'empire ottoman. Il s'oriente vers les activités médicales à 17 ans, et par la suite commence sa pratique et ses études médicales à l'hôpital Amasya, construit en 1308. Il deviendra à partir de 1454 directeur de cet hôpital et restera chirurgien dudit hôpital jusqu'à sa mort.
Serafeddin Sabuncuglou est l'auteur du Cerrahiyyetu'l-Haniyye (littéralement La Chirurgie impériale), un des premiers atlas encyclopédiques illustrés de chirurgie écrite en turc, en 1465 à l'âge de 80 ans. Le livre est divisé en trois chapitres traitant de 191 sujets en environ 412 pages de manuscrit. Bien que le livre se base largement sur le livre Al-Tasrif d' Abou al-Qasim al-Zahrawi, Sabuncuoğlu décrit de nombreuses innovations et nouvelles techniques de chirurgie, dont beaucoup ont été illustrées pour la première fois dans La Chirurgie impériale. Parmi les techniques chirurgicales notables décrites par Sabuncuoğlu on peut noter la ligature de l'artère temporale pour la migraine. Lorsque le Cerrahiyyet'u¨l Haniye a été achevé, il a été présenté par Serafeddin Sabuncuglou à l'empereur et sultan ottoman Mehmet II.
Il meurt à l'âge de 83 en 1468.

## La Chirurgie impériale (Cerrahiyyet'u¨l Haniye)
Le Cerrahiyyet'u¨l Haniye (littéralement chirurgie impériale) est le livre le plus important de Şerafeddin Sabuncuoğlu parmi les sept ouvrages qu'on lui attribue. Ce dernier a été écrit en rimes et en mètres pour décrire les différents traitements, ce qui était une pratique courante pour les écrivains de l'époque, et décrit divers diagnostics et techniques utilisées en chirurgie ottomane tout en classifiant ses derniers.
Malgré le fait que ce livre soit principalement une reprise et mise à jour du Al-Tasrif du médecin andalou Abou al-Qasim al-Zahrawi, on retrouve dans le Cerrahiyyet'u¨l Haniye une compilation de nouvelles techniques médicales originales réparties dans trois nouveaux chapitres qui intègrent 134 interventions chirurgicales et 156 instruments chirurgicaux, parlant notamment des traitements de cautérisation, des procédures chirurgicales, des fractures et luxations et des problèmes liés au cancer,.
Le Cerrahiyyet'u¨l Haniye est redécouvert par l'historien et épistémologiste turc Süheyl Ünver en 1939, avant d'être republié et traduit en turc moderne, en anglais et arabe à partir de 1992. Trois copies manuscrites originales, dont deux ont été écrites de la main de Sabuncuoglu, sont aujourd’hui conservées dans diverses bibliothèques (la bibliothèque Fatih Millet d'Istanbul, au Département d'histoire médicale de Capa de l'université d'Istanbul et à la Bibliothèque nationale de France), néanmoins aucune des copies n'est complète ce qui fait que chacune des copies diffère des autres,,.

### Gynécologie et obstétrique
Dans le Cerrahiyyet'u¨l Haniye, Şerafeddin Sabuncuoğlu décrit les diverses complications qui surviennent pendant la grossesse et comment prévenir les complications maternelles. Pour toutes les pathologies obstétricales, Şerafeddin Sabuncuoğlu prévoyait un rôle prépondérant pour les chirurgiens et les ((tabiba (femme docteur), ce qui est une des premières représentations de femmes chirurgiennes dans un ouvrage. Les illustrations présentes dans le Cerrahiyyet'u¨l Haniye, représentent divers schémas pour connaître les positions correctes de chaque examen et chirurgie gynécologique.
Serafeddin Sabuncuoglu a décrit un traitement du cancer du sein dans lequel il suggérait de retirer chirurgicalement les petits cancers à un stade précoce, ce qui est une méthode qui reste proche des pratiques actuelles du traitement du cancer du sein.

### Innovations médicales
Serafeddin Sabuncuoglu a été l'un des premiers à décrire les techniques de drainage de l'hydrocéphalie chez les enfants et a aussi été le premier à utiliser une technique de traction axiale pour la chirurgie vertébrale. Il a aussi été un des premiers à utiliser des attelles en bois pour immobiliser les membres après les chirurgies de main notamment.
Dans ces ouvrages, Serafeddin Sabuncuoglu utilise souvent ses propres observations d'expérimentation animale pour développer de nouveaux traitements et techniques, et seules les techniques qui réussissent sur les animaux sont utilisées chez l'homme. Pour les traitements thérapeutiques, il ira même jusqu’à tester sur lui-même certains traitements avant de les appliquer sur des patients.